# よどみ点
よどみ点（よどみてん、英: stagnation point）とは、流体力学において、流れ場の中で速度がゼロになる点のことである。岐点（きてん）とも呼ばれる。
物体の周りの完全流体の外部流れを考える。流れの中に物体を置くと、物体の前方および後方の表面に流速が 0 になる点ができる。これがよどみ点である。
よどみ点では、複数の流線が交わることがある。通常流線が交わることはないが、よどみ点は例外である。
速度がゼロで、かつ温度や密度の勾配がなく、流体が平衡状態にあることをよどみ点状態という。よどみ点状態における圧力をよどみ点圧力（または総圧、全圧）、温度をよどみ点温度（または全温度）、エンタルピーをよどみ点エンタルピーと呼ぶ。